# Anhidrita
La anhidrita es un mineral compuesto de sulfato de calcio anhidro (CaSO4). Está formada por un 41,2% de CaO y un 58,8% de SO3. Es muy común en los depósitos de sal, pero es muy raro encontrarla bien cristalizada. Cuando se expone a la acción del agua, la anhidrita la absorbe y se transforma en yeso (CaSO4•2H2O), esto es, sulfato de calcio hidratado, aumentando su volumen. El nombre anhidrita proviene del griego y significa “sin agua”. Hace referencia a la ausencia de agua en la cristalización del mineral, por contraposición al yeso (hidratado). El nombre se lo dio A.G. Werner, famoso geólogo alemán, cuando describió  este mineral en 1804. Los ejemplares que estudió procedían de la mina de sal de Hall, en el Tirol (Austria), que consecuentemente es la localidad tipo.
La anhidrita tiene aplicaciones en la construcción, en la fabricación del cemento Portland, en la del ácido sulfúrico y en la de ciertos fertilizantes. La variedad azulada, llamada vulpinito (de Vulpino, en Italia) se usa como piedra ornamental. Otra variedad de anhidrita originaria de Perú, que es semitransparente y presenta tonalidades entre blanco y azul claro, es conocida como angelita.

## Cristalografía
La 'anhidrita cristaliza en el sistema ortorrómbico, en la clase bipiramidal rómbica (2/m 2/m 2/m o mmm).Su grupo espacial es el Amma, lo que indica que la celdilla unidad de la anhidrita es centrada en las bases.
Las dimensiones de la celdilla unidad de la anhidrita son :
a = 6,95 b = 6,96 c = 6,21 Å ; Z = 4
La anhidrita se presenta  generalmente en forma compacta con la textura del mármol, casi siempre de color azul pálido, y  también en agregados granulares o nodulares, dentro de halita o de yeso. Los cristales bien formados son poco frecuentes .

## Formación
En los depósitos de sal, la anhidrita tiene un origen sedimentario evaporítico. Este mineral se deposita a partir de disoluciones acuosas de sulfato de calcio con un exceso de sodio o de clorato de potasio, si la temperatura supera los 40 °C. En otro caso, se depositan cristales de yeso. Este método de formación de la anhidrita es uno de los que se emplean para obtenerla artificialmente. La anhidrita también se puede formar a partir del yeso, por pérdida de las moléculas de agua de este último. Es muy frecuente encontrar anhidrita en los depósitos de sal junto con yeso.  La anhidrita suele ocupar las zonas más profundas del yacimiento, ya que en la superficie el agua la transforma en yeso. 
A veces, la anhidrita se puede encontrar en filones metálicos, asociada con calcita, pirita y otros sulfuros como galena, esfalerita y calcopirita.

## Yacimientos
La anhidrita es un mineral común, y los yacimientos de anhidrita están repartidos por todo el mundo, aunque los ejemplares bien cristalizados son raros. Son mundialmente conocidos los procedentes de la mina de Naica, en Saucillo, Chihuahua (México), que se encontraron principalmente en las décadas de 1979 y 1980 y fueron considerados entre los mejores del mundo. También son muy apreciados los cristales que se encontraron durante la construcción del túnel de ferrocarril del Simplón, en Wallis, Valais (Suiza). También se encontraron durante la construcción de la nueva estación ferroviaria en Stuttgart (Alemania).
En España, entre los yacimientos evaporíticos pueden destacarse los de Remolinos (Zaragoza), con nódulos de color azul pálido y formaciones vermiformes dentro de la halita. En la mina Roberto, en Paúl, en el municipio de Ribera Alta (Álava) se encuentra dentro del yeso como masas cristalinas exfoliables. También aparece en la misma forma en la cantera Ymperi, en Segorbe (Castellón). Entre los yacimientos en los que aparece asociada a sulfuros, el más notable es el de la mina de Reocín (Cantabria), en el que la halita presenta un color azul bastante vivo.
- Datos: Q105439
- Multimedia: Anhydrite / Q105439

1. ↑  «Anhydrite. Mindat».
2. ↑  «Angelite».
3. ↑  White, John S. (1972). «What's new in minerals?». The Mineralogical Record, 3, 65-66.
4. ↑  «Simplon railway tunnel. Mindat».
5. ↑  Calvo Rebollar, Miguel (2008). Minerales de Aragón. Prames, Zaragoza. p. 300-3001. ISBN 978-84-8321-253-0.
6. ↑  Calvo Rebollar, Miguel (2014). Minerales y Minas de España. Vol. VI. Sulfatos (Seleniatos, Teluratos), Cromatos, Molibdatos y Wolframatos. Escuela Técnica Superior de Ingenieros de Minas de Madrid. Fundación Gómez Pardo. p. 39-47. ISBN 978-84-95063-97-7.
7. ↑  Castro, A. M., Calvo, M., García, G. y Alonso, A. (2001). «La mina de Reocín (Cantabria).». Bocamina (8) 14-84.